# قرص اچ‌دی
Contraceptive HD (با نام‌های تجاری OVOCEPT - HD و Contraceptive HD-IH) معمولاً به عنوان داروی خوراکی پیشگیری از بارداری استفاده می‌شود اما مصرف‌های دیگر نیز دارد. این فراورده دارای هر دو ترکیبات استروژنی و پروژستینی است.
این دارو در زنان جوان زیر ۲۰ سال یا کسانی که می‌خواهند پیش از نخستین بارداری، مدتی طولانی دارو مصرف کنند توصیه نمی‌شود بلکه قرص ال دی بیشتر توصیه می‌شود.
مصرف این دارو به مدت طولانی احتمال خطر بروز سرطان پستان را افزایش می‌دهد.
امروزه مصرف نوع ال دی به دلیل داشتن هورمون کم‌تر دارای عوارض کمی است، متداول‌تر است. 
قرص HD به دلیل داشتن هورمون زیاد عوارض ومشکلات بیشتری دارد و غیر از موارد خاص تجویز نمی‌شود.

## مکانیسم اثر
ترکیبات استروژنی (اتینیل استرادیول) و پروژستینی (لوونورژسترل) این دارو ترشح ال اچ و اف اس اچ را مهار کرده، پیک ال اچ را در میانه دوره حذف می‌کند و سطح استروئیدهای آندروژن را کم می‌کند. به این ترتیب دارو مانع رها شدن تخمک می‌شود. همچنین از لانه‌گزینی تخمک و انتقال تخمک بارور شده در لوله‌های رحمی جلوگیری می‌کند. اثر دیگر آن، جلوگیری از ورود اسپرم به رحم به دلیل ضخیم‌تر کردن مخاط گردن رحم است.

## دستور مصرف برای پیشگیری از بارداری

دوره قاعدگی (قرمز)، باروری (آبی) و ناباروری (سبز) به‌طور تقریبی

مصرف هرگونه دارو باید تحت نظر پزشک یا ماما باشد.
قرص‌های اچ دی به صورت خوردن روزی یک قرص در ساعت ثابت است که از روز اول دوره ماهانه آغاز شده و تا ۲۱ روز مصرف می‌شود. پس از یک‌هفته استراحت (وقفه)، دوباره بسته جدیدی از قرص‌ها مصرف می‌شود.
قرص‌ها باید هر روز، در ساعت ثابتی مصرف شوند. در صورتی که یک نوبت قرص فراموش شود، باید به محض به‌خاطرآوردن مصرف شود، در غیر این صورت در نوبت بعدی ۲ قرص مصرف گردد. درصورتی که مصرف قرص‌ها در ۲ روز متوالی فراموش شود، باید در ۲ روز بعدی، هر روز ۲ قرص خورده شود و از روز سوم، طبق روال عادی مصرف شود. در صورتی که مصرف قرص‌ها بیش از ۳ روزمتوالی فراموش شود، باید تا انتهای دوره سیکل از سایر روش‌های جلوگیری از بارداری استفاده کرد.
- در نخستین ماه مصرف قرص‌های ضد بارداری توصیه می‌شود از یک روش دیگر پیشگیری از بارداری نیز به همراه آن استفاده شود.
- در صورت مصرف همزمان داروهایی که متابولیسم این دارو را تسریع می‌کنند، مصرف این دارو نسبت به سایر قرص‌های خوراکی ضدبارداری ارجحیت دارد[۱].
- مصرف دارو در هنگام شب و قبل از خواب، از عوارض گوارشی دارو می‌کاهد[۱].
- در صورت انجام عمل جراحی در افرادی که از این دارو استفاده می‌کنند، باید بیمار را از نظر تغییرات میزان انعقاد خون مراقبت و کنترل کرد[۱].
- در صورت نیاز به تغییر این قرص‌ها به‌انواع دیگر قرص‌های ضدبارداری، مصرف قرص‌های جدید باید بلافاصله پس ازمصرف آخرین قرص سری قبل، شروع شود[۱].
- در صورت نیاز به جایگزینی این قرص‌ها با فرآورده‌هایی که تنها حاوی ‌پروژستین هستند، مصرف این دارو باید از اولین روز خون‌ریزی دوره عادت ماهانه شروع شود[۱].
- در استفراغ یا اسهال شدید جذب گوارشی دارو کم می‌شود و بهتر است در مدت بیماری از یک روش دیگر پیشگیری از بارداری نیز استفاده شود[۱].

## مصرف‌های دیگر
این دارو علاوه بر پیشگیری از بارداری، در پیشگیری از سرطان تخمدان یا آندومتر، کاهش کیست‌های تخمدانی، بیماری خوش‌خیم فیبروکیستیک پستان، منظم کردن سیکل قاعدگی، کاهش حجم خون قاعدگی، کاهش فشارهای روحی قبل از قاعدگی و کاهش تعداد دفعات قاعدگی دردناک نیز مفید است.

## عوارض جانبی
بالا بردن احتمال سرطان پستان، ترومبوآمبولیسم وریدی، زیادی فشار خون، بروز لکه‌های قهوه‌ای یا بی‌رنگ بر پوست بدن، ورم و افزایش حساسیت پستانها، افزایش بیماری‌های صفراوی و تشکیل سنگ کیسه‌صفرا، تهوع، استفراغ، سردرد ملایم یا سردردهای میگرنی شدید، افزایش وزن، خون‌ریزی‌های نامنظم در دوره قاعدگی، آکنه و پرمویی .

## موارد منع مصرف
این دارو در صورت وجود یا سابقه بیماری‌های ترومبوآمبولیک، بیماری‌های عروقی مغز، سکته قلبی، بیماری شریان کرونر، بالابودن مادرزادی چربی‌های خون، سرطان پستان شناخته شده یا قابل پیش‌بینی، سرطان دستگاه تناسلی زنانه یا سایر سرطان‌های وابسته به هورمون، خون‌ریزی مهبلی تشخیص داده نشده یاغیرعادی، تومورهای کبدی و نارسایی عملکرد کبد نباید مصرف شود.

## تداخل‌های دارویی
- برخی از ترکیبات ضدباکتری مثل ریفامپین و آنتی‌بیوتیک‌های وسیع الطیف مانند آمپی‌سیلین و تتراسیکلین‌ها، ترکیبات ضد صرع مانند کاربامازپین، فنوباربیتال، فنی‌توئین وپیریمیدون، و ترکیبات ضد قارچ مانند گریزئوفولوین موجب افزایش متابولیسم قرص‌های خوراکی ضدبارداری می‌گردند ولی اثربخشی اچ دی چندان تغییرنمی‌یابد.
- اچ دی با اثر ضدانعقاد داروهای ضد انعقاد خون خوراکی مثل وارفارین، مقابله می‌کند. همچنین غلظت پلاسمایی سیکلوسپورین در تجویز همزمان با این دارو، افزایش می‌یابد[۱].
- این دارو ممکن است نتایج آزمایشگاهی‌مربوط به تست تحمل گلوگز و ارزیابی هورمون‌های تیروئید، گلوکوکورتیکوئیدها و هورمون‌های‌جنسی را تغییر دهد.